# Günther Marxer
Günther Marxer (ur. 3 czerwca 1964 w Eschen) – narciarz alpejski reprezentujący barwy Liechtensteinu. Trzykrotny olimpijczyk.

## Osiągnięcia

### Igrzyska olimpijskie
| Miejsce | Dzień     | Rok  | Miejscowość | Konkurencja   | Czas biegu  | Strata  | Zwycięzca           |
| ------- | --------- | ---- | ----------- | ------------- | ----------- | ------- | ------------------- |
| 23.     | 14 lutego | 1984 | Sarajewo    | Slalom gigant | 2:48,79 min | +7,61 s | Max Julen           |
| 13.     | 16 lutego | 1984 | Sarajewo    | Zjazd         | 1:47,43 min | +1,84 s | Bill Johnson        |
| DNF     | 19 lutego | 1984 | Sarajewo    | Slalom        | -           | -       | Phil Mahre          |
| 17.     | 21 lutego | 1988 | Calgary     | Supergigant   | 1:44,16 min | +4,50 s | Franck Piccard      |
| 25.     | 25 lutego | 1988 | Calgary     | Slalom gigant | 2:12,72 min | +6,35 s | Alberto Tomba       |
| 26.     | 16 lutego | 1992 | Albertville | Supergigant   | 1:16,48 min | +3,44 s | Kjetil André Aamodt |
| 15.     | 18 lutego | 1992 | Albertville | Slalom gigant | 2:11,15 min | +4,17 s | Alberto Tomba       |

### Mistrzostwa świata
| Miejsce | Dzień     | Rok  | Miejscowość   | Konkurencja   | Czas biegu  | Strata  | Zwycięzca           |
| ------- | --------- | ---- | ------------- | ------------- | ----------- | ------- | ------------------- |
| 9.      | 2 lutego  | 1987 | Crans-Montana | Supergigant   | 1:22,44 min | +2,51 s | Pirmin Zurbriggen   |
| 20.     | 10 lutego | 1993 | Morioka       | Slalom gigant | 2:20,20 min | +4,84 s | Kjetil André Aamodt |

### Mistrzostwa świata juniorów
| Miejsce | Dzień   | Rok  | Miejscowość | Konkurencja   | Czas biegu  | Strata  | Zwycięzca      |
| ------- | ------- | ---- | ----------- | ------------- | ----------- | ------- | -------------- |
| 8.      | 4 marca | 1982 | Auron       | Zjazd         | 1:37,93 min | +1,82 s | Franck Piccard |
| 12.     | 6 marca | 1982 | Auron       | Slalom gigant | 2:29,44 min | +4,77 s | Günther Mader  |

### Puchar Świata

#### Miejsca w klasyfikacji generalnej
- sezon 1985/1986: 88.
- sezon 1986/1987: 55.
- sezon 1991/1992: 109.
- sezon 1992/1993: 144.

#### Miejsca na podium
Marxer nigdy nie stanął na podium zawodów PŚ.